# Indianola Mississippi Seeds
Indianola Mississippi Seeds è un album discografico in studio dell'artista blues B.B. King, pubblicato nel 1970.

## Tracce
1. Nobody Loves Me But My Mother - 1:26
2. You're Still My Woman (B. B. King/Dave Clark) - 6:04
3. Ask Me No Questions - 3:08
4. Until I'm Dead and Cold - 4:45
5. King's Special - 5:13
6. Ain't Gonna Worry My Life Anymore - 5:18
7. Chains and Things (B. B. King & Dave Clark) - 4:53
8. Go Underground (B. B. King & Dave Clark) - 4:00
9. Hummingbird (Leon Russell) - 4:36